# Kibitsu-zukuri

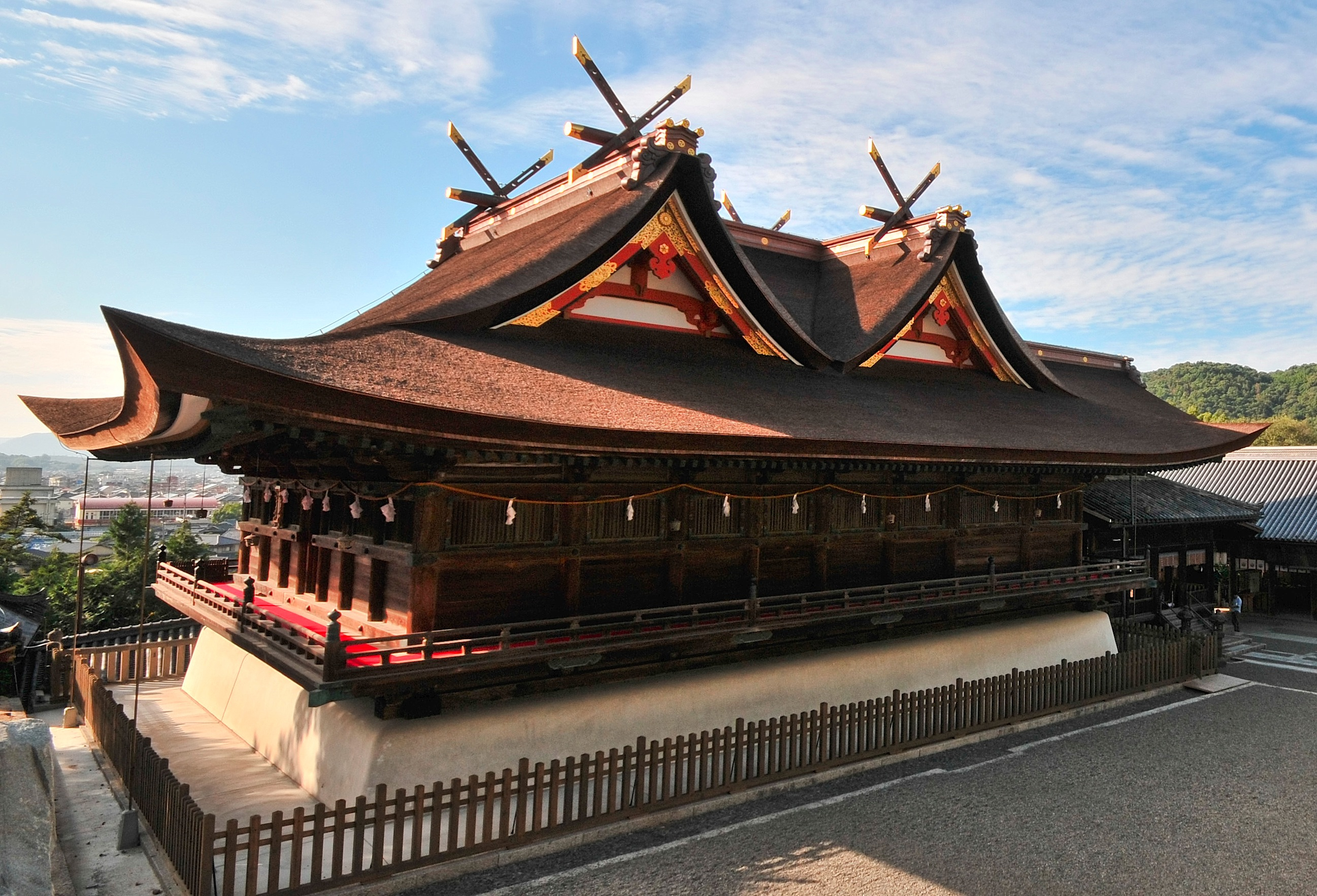
Le complexe honden-haiden de Kibitsu-jinja. L'entrée principale (cachée) se trouve sur la droite.

Kibitsu-zukuri (吉備津造), kibi-zukuri (吉備造) ou hiyoku irimoya-zukuri (入母屋造) est un style traditionnel d'architecture shinto caractérisé par quatre gables à lucarne, deux de chaque côté latéral, sur le toit d'un très grand honden (sanctuaire). Les pignons sont disposés à angle droit au faîte du toit principal, et le honden est partie d'un complexe unique comprenant également un haiden (salle de prière). Kibitsu-jinja à Okayama, préfecture d'Okayama au Japon est le seul exemple de ce style, bien que le soshi-dō de Hokekyō-ji dans la préfecture de Chiba est supposé avoir été conçu sur ce modèle.

## Structure

Plan d'étage du sanctuaire.

Le sanctuaire en forme de T est composé de deux bâtiments : le haiden (salle de prière) à l'avant et le honden (sanctuaire) à l'arrière, tous deux sous le même toit et reliés par un petit escalier (voir plan d'étage). Les deux bâtiments montrent clairement l'influence de l'architecture bouddhiste, puisqu'ils incluent des caractéristiques des trois styles principaux, à savoir le daibutsuyō, le zenshūyō et le wayō.

### Honden
Le honden, qui montre de fortes influences daibutsuyō est extrêmement grand, puisqu'il mesure 14,64 × 17,99 m, ou 5 (avant) × 8 (profond) × 7 (arrière) baies, avec des baies d'une longueur différente en fonction de leur position.
L'intérieur du honden a une structure complexe, étant divisé en six sections distinctes réunies par six escaliers différents (voir plan d'étage). Au centre même du honden sont installés deux sanctuaires, le nai-naijin (内内陣, « sanctuaire intérieur intérieur ») qui mesure 3 × 2 baies, et le naijin (内陣, « sanctuaire intérieur »), qui mesure 3 × 1 baies. Les deux sanctuaires sont entourés de tous côtés par deux couloirs appelés le chūjin (中陣, « sanctuaire intermédiaire ») et le gejin (外陣, « sanctuaire extérieur »). Entre le chūjin et le gejin se trouve un espace de 5 × 1 baies appelé kōhai-no-ma (向拝間, lit. « vers un espace de prière »), aussi appelé ake-no-dan (朱壇, « plateforme écarlate »). Plus on se rapproche du centre, plus le plancher et le plafond sont hauts. La structure du plafond lui-même change. Comme la plupart des chūjin et l'ensemble des gejin sont dépourvus de plafond, le toit est exposé à l'air libre, tandis que d'autres sections ont des plafonds de différents types. Le nainaijin par exemple se trouve en dessous des pignons. Toute la surface est décorée de vermillon et de laque noire.

### Haiden

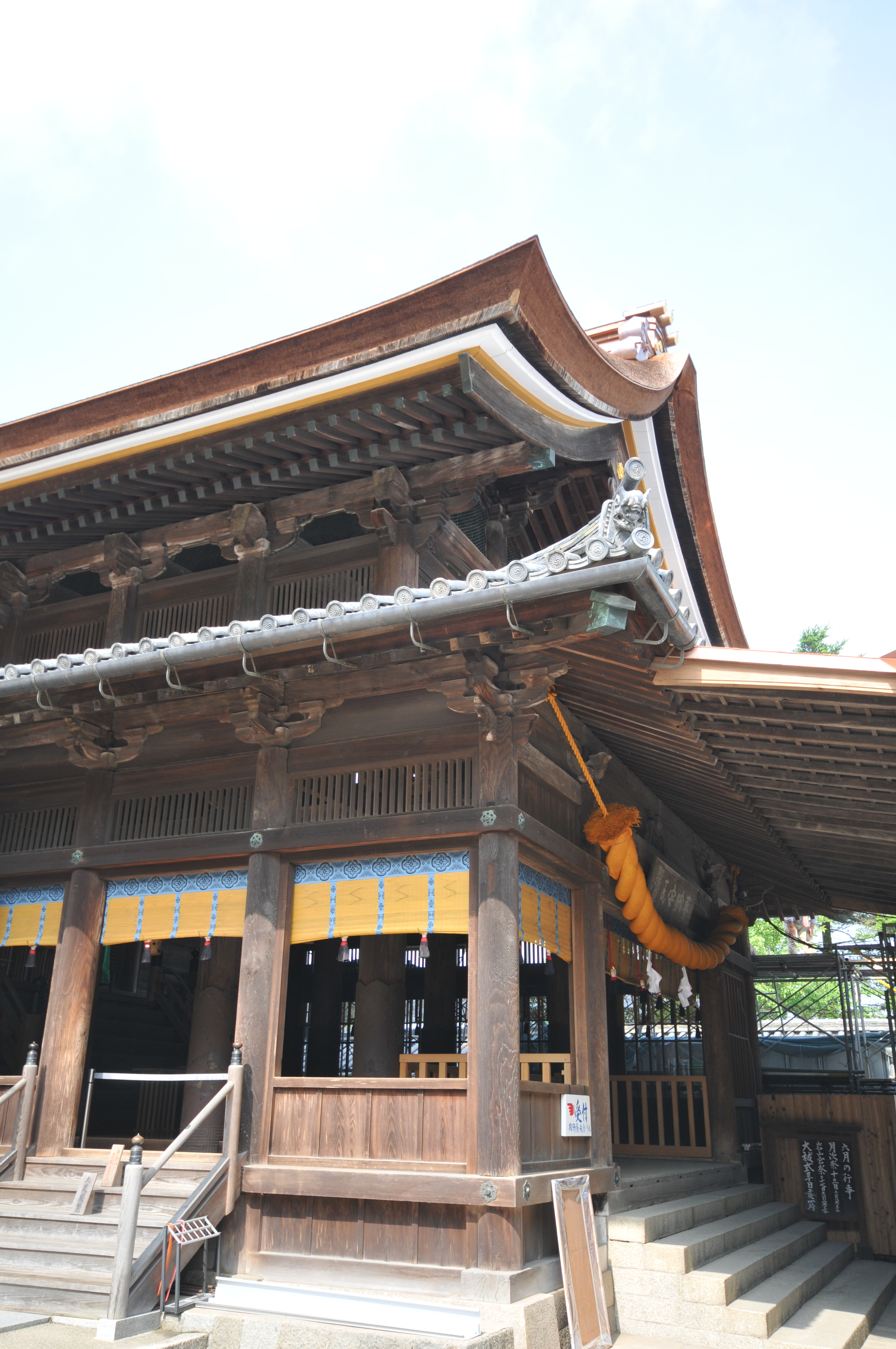
Le haiden. L'entrée principale se trouve à gauche.

Le honden est relié à l'avant au haiden par un passage de 1 × 1 baie et un court escalier. Le moya du haiden fait juste 3 × 1 baies, mais il est entouré sur trois côtés par le mokoshi (toit recourbé) d'une baie de large, ce qui porte les dimensions extérieures du bâtiment à 4 × 4 baies. Les deux entrées du haiden se trouvent sur le côté pignon (style (tsumairi).

### Toit
En plus du démesuré honden, la caractéristique la plus visible du sanctuaire sont les pignons jumeaux sur les deux côtés de la toiture. Ce modèle de toit, appelé hiyoku irimoya-zukuri, est constitué de deux arêtes à angle droit sur le toit principal qui se terminent par deux pignons à lucarne.